# San Juan Evangelista (delstaten Mexiko)
San Juan Evangelista är en ort i kommunen San Felipe del Progreso i delstaten Mexiko i Mexiko. Samhället hade 349 invånare vid folkräkningen 2020.